# Deva Cassel
Deva Cassel, née le 12 septembre 2004 à Rome, Italie, est une mannequin et actrice franco-italienne.

## Biographie
Elle naît à Rome le 12 septembre 2004, aînée des deux enfants de l'actrice et mannequin italienne Monica Bellucci et de l'acteur français Vincent Cassel.
Elle grandit avec sa sœur entre Paris, Rome et Rio de Janeiro, où elle vit avec ses parents pendant deux ans jusqu'à leur divorce en 2013.
En 2019, à l'âge de 14 ans, Deva commence sa carrière de mannequin, étant l'égérie du parfum Dolce Shine de Dolce & Gabbana, devenant depuis lors ambassadrice de la marque et mannequin, depuis 2021, pour celle-ci. De plus, elle est également apparue dans des publicités commerciales et des couvertures de plusieurs magazines de premier plan tels que Harper's Bazaar, Vogue et Elle.
En 2023, Deva fait ses débuts d'actrice dans le film italien Le Bel Été.

## Vie privée
Deva Cassel est en couple avec Saul Nanni, avec lequel elle tourne en 2024-2025 la série télévisée Le Guépard.

## Filmographie

### Cinéma
- 2023 : Le Bel Été (La bella estate) de Laura Luchetti : Amelia
- 2024 : Vice-versa 2 (Inside Out 2) de Kelsey Mann : Ennui (voix italienne)
- 2025 : Bethlehem (en) de Alejandro Gómez Monteverde

### Télévision
Séries
- 2025 : Le Guépard (Il gattopardo) de Tom Shankland, Giuseppe Capotondi, Laura Luchetti : Angelica Sedara

### Publicité
- 2024 : Cartier - A Season Tale de Damien Chazelle : elle-même